# Клетовнишка ротонда
Клетовнишката ротонда (на македонска литературна норма: Клетовнишка ротонда) е раннохристиянска православна кръгла църква, чиито руини са открити край щипското село Крупище, Северна Македония.
Ротондата е разположена на заравненото било на кръглия рид Клетовник, на около километър западно от Крупище. Ротондата е с диаметър 10,60 m. Градена е от дялани каменни блокове и хидратна вар.
Ротондата е обявена за паметник на културата